# Херман III (Верл)
Херман III фон Верл на немски: Hermann III von Werl; † сл. 1055) е граф на Верл и във Фризия.

## Произход
Той е син на граф Рудолф фон Верл († ок. 1044) и внук на граф Херман I († ок. 985) и на Герберга Бургундска († 1019), дъщеря на бургундския крал Конрад III от род Велфи. Баща му е полубрат на императрица Гизела Швабска, братовчед на крал Хайнрих II и племенник на крал Рудолф III от Бургундия. Херман III е братовчед на Хайнрих II фон Верл, епископ на Падерборн (1084 – 1127).

## Фамилия
Херман III се жени за Рихенза Швабска (* 1020, † 1082) от фамилията на Ецоните, дъщеря на Ото II херцог на Швабия. Те имат една дъщеря:
- Ода фон Верл (* ок. 1050; † 13 януари 1110), омъжена ок. 1065 г. за маркграф Лотар Удо II фон Щаде († 4 май 1082)

След неговата смърт вдовицата му Рихенза се омъжва втори път за граф Ото Нортхаймски (1061 – 1070 херцог на Бавария).